# Arthur's Town
Arthur's Town  este o așezare situată în partea de vest a insulei Cat, componentă a arhipelagului Bahamas. La recensământul din 1990 localitatea avea 1.350 locuitori. Aeroport (cod IATA: ATC, cod ICAO: MYKA).